# Sylvie Testud
Sylvie Testud (født 17. januar 1971 i Lyon) er en fransk skuespillerinde.

## Filmografi
- Spurven (la vie en rose) (2007)
- Sagan (2008) : Francoise Sagan
- Lucky Luke (2009)
- La rafle (2010)
- L'Ordre et la morale (2011) af Mathieu Kassovitz